# Бета-лист

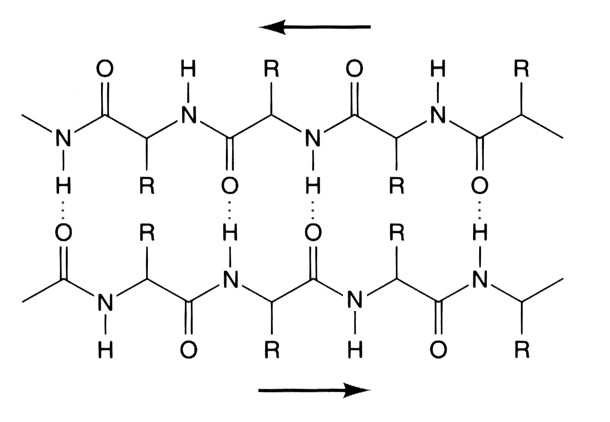
Діаграма β-листа із вказанням водневих зв'язків між білковими ланцюгами.

Бета-лист (β-лист, бета-шар або складчастий шар) — типовий елемент вторинної структури білків, що складається з бета-ланцюгів, сполучених разом трьома або більше поперечними водневими зв'язками, утворюючи зазвичай звивистий складчастий шар. Бета-ланцюг (або β-ланцюг), складова частина бета-листа, є ланцюжком амінокислот зазвичай 5-10 амінокислот у довжину, пептидні ланцюги якого майже максимально розтягнуті.
Бета-листи мають тенденцію зв'язуватися один з одним, неспецифічне зв'язування такого типу між різними білками може сформувати агрегати та волокна, характерні для кількох хвороб, наприклад, амілоїдозу.